# Queti Valera
Enriqueta Valera 'Queti' (Borriana, 1951 - València, 2010), administrativa, relacions públiques i activista cultural i lingüística.
Va iniciar la seua vida laboral com a secretària personal d'Eliseu Climent, i posteriorment va començar a treballar al Secretariat d'Ensenyament de l'idioma des de la seua creació el 1971 i posteriorment a Acció Cultural del País Valencià.
Durant més de trenta anys va treballar en l'organització dels Premis Octubre, dels cursos Carles Salvador i en els aplecs i manifestacions impulsades per ACPV.